# 하르나즈 산두
하르나즈 산두(힌디어: हरनाज़ कौर संधू, 영어: Harnaaz Sandhu, 2000년 3월 3일 ~ )는 인도의 배우, 모델, 미인 대회 우승자이다. 미스 유니버스 2021에 인도 대표로 참가해 우승하면서, 미스 유니버스 타이틀을 차지한 세 번째 인도인이다.